# Rhaponticum insigne
Rhaponticum insigne là một loài thực vật có hoa trong họ Cúc. Loài này được (Boiss.) Wagenitz miêu tả khoa học đầu tiên năm 1961.